# Прапор Сімаківки
Пра́пор Сімакі́вки — офіційний символ села Сімаківка Ємільчинського району Житомирської області, затверджений 6 грудня 2013 р. рішенням № 942 XXIV сесії Сімаківської сільської ради VI скликання.

## Опис
Квадратне полотнище складається з трьох рівновеликих горизонтальних смуг — синьої, зеленої, коричневої. Синій колір — знак льону; зелений — паростки рослин; коричневий — зорана земля.
Автори — П. В. Скиба, Лідія Олексіївна Головатюк.